# Dithiazaniniodid
Dithiazaniniodid ist eine chemische Verbindung aus der Gruppe der Cyaninfarbstoffe.

## Gewinnung und Darstellung
Dithiazaniniodid kann durch Umsetzung von 3-Ethyl-2-methyl-1,3-benzothiazol-3-iumiodid mit 3-(Ethylsulfanyl)acrylaldehyddiethylacetal in Pyridin synthetisiert werden.

## Eigenschaften
Dithiazaniniodid ist ein kristalliner lichtempfindlicher grüner Feststoff. Er zersetzt sich bei Erhitzung.

## Verwendung
Dithiazaniniodid wird als Fluoreszenzkontrastmittel in dreidimensionaler Fluoreszenztomographie und als Farbstoff in der Genanalyse verwendet. Es wurde auch in der Tiermedizin als Insektizid bzw. Antiparasitikum eingesetzt.